# Montargil
Montargil é uma povoação portuguesa sede da Freguesia de Montargil do Município de Ponte de Sor, freguesia com 296,94 km² de área e 1931 habitantes (censo de 2021), tendo, por isso, uma densidade populacional de 6,5 hab./km².
Foi vila e sede de concelho até 1855. Este era constituído unicamente pela freguesia da vila e tinha, em 1801, 790 habitantes e, em 1849, 1 940 habitantes. Passou, em 1855, a integrar o concelho de Avis, sendo anexada a Ponte de Sor em 1871.

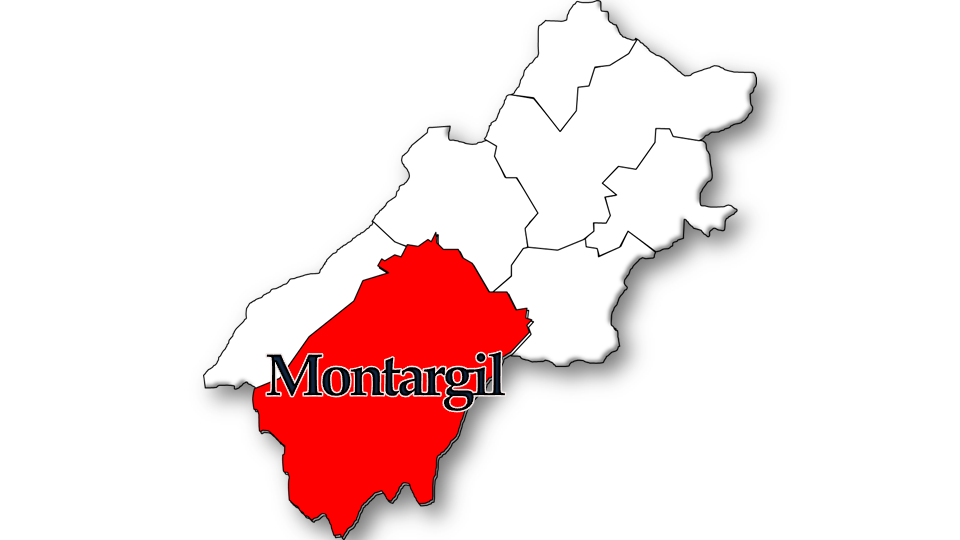
Localização no município de Ponte de Sor

## Demografia
Nota: Com lugares desta freguesia foi criada em 1984 a freguesia de Foros de Arrão.
A população registada nos censos foi:
| Distribuição da População por Grupos Etários | Distribuição da População por Grupos Etários | Distribuição da População por Grupos Etários | Distribuição da População por Grupos Etários | Distribuição da População por Grupos Etários |
| -------------------------------------------- | -------------------------------------------- | -------------------------------------------- | -------------------------------------------- | -------------------------------------------- |
| Ano                                          | 0-14 Anos                                    | 15-24 Anos                                   | 25-64 Anos                                   | > 65 Anos                                    |
| 2001                                         | 298                                          | 296                                          | 1336                                         | 851                                          |
| 2011                                         | 217                                          | 199                                          | 1111                                         | 789                                          |
| 2021                                         | 161                                          | 133                                          | 914                                          | 723                                          |

A freguesia de Montargil era sede do concelho de Montargil, extinto por decreto de 24 de outubro de 1855. No censo de 1864 esta freguesia figura no concelho de Avis. Por decreto de 4 de dezembro de 1871 passou a fazer parte do concelho (atual município) de Ponte de Sor.

## Património
- Barragem de Montargil
- Igreja Matriz
- Igreja da Misericórdia
- Igreja de Santo António
- Igreja de São Sebastião
- Igreja de São Pedro
- Capela do Sr. das Almas
- Pelourinho
- Cruzeiro

## Equipamentos
- Junta de Freguesia de Montargil
- Polo de Saúde de Montargil
- Santa Casa da Misericórdia de Montargil
- Centro Cultural de Montargil ( casa do povo )
- Escola Básica Integrada de Montargil
- Jardim de Infância de Montargil
- Segurança Social
- Serviço de Correios
- Parque Infantil
- Caixa de Crédito Agrícola de Montargil

## Associativismo
- Grupo de Promoção Sócio Cultural de Montargil
- Clube Náutico de Montargil

## Educação
- Jardim de Infância de Montargil
- Escola Básica Integrada 1,2,3 de Montargil